# C2orf76
C2orf76 (англ. Chromosome 2 open reading frame 76) – білок, який кодується однойменним геном, розташованим у людей на 2-й хромосомі. Довжина поліпептидного ланцюга білка становить 126 амінокислот, а молекулярна маса — 14 609.
| 10         |  | 20         |  | 30         |  | 40         |  | 50         |
| ---------- |  | ---------- |  | ---------- |  | ---------- |  | ---------- |
| MAPGEVTITV |  | RLIRSFEHRN |  | FKPVVYHGVN |  | LDQTVKEFIV |  | FLKQDIPLRT |
| NLPPPFRNYK |  | YDALKIIHQA |  | HKSKTNELVL |  | SLEDDERLLL |  | KEDSTLKAAG |
| IASETEIAFF |  | CEEDYKNYKA |  | NPISSW     |  |            |  |            |

A: Аланін

C: Цистеїн

D: Аспарагінова кислота

E: Глутамінова кислота

F: Фенілаланін

G: Гліцин

H: Гістидин

I: Ізолейцин

K: Лізин

L: Лейцин

M: Метіонін

N: Аспарагін

P: Пролін

Q: Глутамін

R: Аргінін

S: Серин

T: Треонін

V: Валін

W: Триптофан